# Салко Юрій Іванович
Юрій Іванович Салко (нар. 20 квітня 1964, Кривий Ріг) — придністровський художник, письменник. Дійсний член Академічного Сенату Міжнародної академії сучасного мистецтва в Римі (Італія), Дійсний член (академік) Петрівської Академії наук і мистецтв (Росія), Заслужений діяч мистецтв України, Заслужений художник Придністров'я, Почесний член Національної Академії образотворчих мистецтв (Бразилія). У 2014 році присвоєно почесне звання «Народний художник Придністровської Молдавської Республіки».
Ім'я художника занесено в енциклопедію Німеччина 100 визнаних художників "Who's Who in Visual Art".

## Біографія
Юрій Салко народився 20 квітня 1964 року в місті Кривий Ріг у сім'ї художника Івана Дмитровича Салко.

### Освіта та робота
Закінчив Одеське Державне художнє училище ім. Грекова, Курси Харківського художньо-промислового інституту, Придністровський Державний університет ім. Т.Г.Шевченка.
Учасник понад 200 виставок та симпозіумів. З них 30 — персональні.
Працює у різних галузях образотворчого мистецтва (живопис, графіка, скульптура). Є автором та співорганізатор Міжнародного проекту художників «Kam Art».
Співорганізатор та координатор Міжнародного симпозіуму художників імені Преподобного Андрія Рубльова в Росії, Абхазії, Україні.
Є Віце-президентом Міжнародної Асоціації працівників культури та мистецтва Міжнародної Асоціації працівників культури та мистецтва, членом Міжнародної асоціації «Союз дизайнерів»; членом Національної спілки художників України; Національної Спілки художників України; членом Національної спілки журналістів України; Національної Спілки журналістів України; членом Спілки художників Молдови; членом Спілки художників Придністров'я.
Картини художника знаходяться в публічних колекціях Росії, Молдови, України, Польщі, Південної Осетії, Абхазії, Румунії, Вірменії, Туреччини, Німеччини, Словенії,  Італії, Індонезії.
Завдяки художнику світова філателія поповнилася поштовими марками із зображеннями тварин та комах, а одна з його картин була відтворена на поштовому блоці, присвяченому 100-річчю заводу «КВІНТ».
У 2017 році став членом геральдічної ради при президенті Придністров'я.

## Сім'я
- Дружина: Салко Алла Анатоліївна, художник[14].
- Син: Валентин Салко, архітектор.

## Нагороди та звання
- Орден «Пошани» (ПМР)[15]

- Золота Пальма "Palm Art Award" Art Domain Leipzig, Німеччина[16];
- Срібна Медаль "Medusa Aurea Trophy" AIAM, Італія[17];
- Дві Золоті Медалі «International Art Competition NAFA», Бразилія[18];
- Кришталева сфера «POAART for peace», Словенія[19];
- Лауреат Міжнародної премії ім. Валентина Михайлюка, Україна;
- Лауреат Міжнародної премії ім. Пантелеймона Куліша[20], Україна;
- I премія Міжнародного бієнале «Марина», Україна;
- Дві I премії Міжнародних конкурсів екслібрису ЮНЕСКО, Румунія;
- Орден «Архістратига Михайла»;
- Орден «Золотий хрест»;
- Орден «Слава і Честь»;
- «Срібна Медаль» Міжнародної Академії сучасного мистецтва, Рим, Італія;
- Медаль «За праці в освіті», Росія;
- Почесний Знак «За значний внесок у розвиток культури та мистецтва», Україна;
- Нагрудний знак Міністерства закордонних справ ПМР «За внесок у розвиток міжнародних зв'язків»[21];
- Народний художник Придністровської Молдавської Республіки (2014) [6];
- Заслужений діяч мистецтв України[22];
- Заслужений художник Придністров'я[23];
- Почесна грамота Міністерства культури України (2013)[24];
- Ювілейна медаль «15 років Придністровській Молдавській Республіці»[25];
- Медаль «Ювілей Всенародного Подвигу. 1613-2013»[26];
- Єпархіальна медаль Покрова Пресвятої Богородиці (2015)[27];
- Громадська російська медаль «За праці в освіті, культурі та мистецтві» (МАРКІС)[28]
- Громадська російська медаль «За збереження історичної пам'яті» (МАРКІС)
- Медаль «За відзнаку у праці» (20 квітня 2019)[29]

## Публікації
Who's Who in visual Art. 100 Artists», Art Domain Whois Verlag, Leipzih, Germany, 2012;
"Il notiziario della ACCADEMIA internationale d'art moderna", F. de Benedetta, AIAM, Roma, Italy, 2007-2010;
«Real landscape and its painterly representation», A. Borch, University of Environmental and Life Sciences, Wroclaw, Poland, 2009;
"Painter, Mirror, Self portrait", R. Levandowski, Krakow, Poland, 2009;
Catalogs "International UNESCO Ex-Libris Competitions", Library "Sturza", Bacau, Rumania, 2005-2008;
Album The World of levkas, 3 volumes, N. Storozhenko, Ministery of Culture, Academy of Arts, Chernivtsi, Ukraine, 2007;
Art Album-monography «Salko», I. Antoniuk, Ministry of Education, Tiraspol, Moldova, 2005;
Art History. Yury Salko. Stages of the life and work», N. Okushko, State University, Tiraspol, Pridnestrovie (Moldova), 2004;
"Who's Who", Academy of Armory, Kyiv, Ukraine, 2001;
Catalogue of the Union of Artists of Ukraine, Kiev, Ukraine, 2001;
The Album POAART for peace, C. Njegovan, Maribor, Slovenia, 2000;
Етюди Придністров'я, Міністерство закордонних справ ПМР, Тираспіль, 2013.